# مسی آذرین
مسی آذرین (نام علمی: Paralucia pyrodiscus) نام یک گونه از سرده بال‌مسیان است. این گونه در شرق استرالیا زندگی می‌کند. کرم ابریشم این پروانه از گونه‌ای میخک درختی تغذیه می‌کند.

## زیرگونه‌ها
- Paralucia pyrodiscus pyrodiscus (southern Queensland to eastern Victoria)
- Paralucia pyrodiscus lucida Crosby, 1951 (Victoria: Elham to Greensborough)